# استوارت هایسلر
استوارت هایسلر (انگلیسی: Stuart Heisler؛ ۵ دسامبر ۱۸۹۶ – ۲۱ اوت ۱۹۷۹) یک کارگردان اهل ایالات متحده آمریکا بود. 
از آثار او می‌توان به استحکامات ساحلی، خوش‌اخلاق باش بانو، دست‌نیافتنی و بزن‌بکوب! اشاره نمود.